# Сринагар
Срина́гар, традиционно Сринага́р (урду سرینگر‎; хинди श्रीनगर — Шринагар; англ. Srinagar) — город в Кашмирской долине, летняя столица союзной территории Джамму и Кашмир. Находится на высоте 1730 м над уровнем моря в 650 км к северо-северо-западу от Дели. 1 273 312 жителей (2011).
Город стоит на озере Дал, знаменит своими каналами-улицами, напоминающими Венецию.
По легенде город был основан пандавским царём Ашоком (не путать с правителем империи Маурьев Ашокой).
По ряду легенд, Сринагар считается местом, где расположена могила Иисуса Христа, который жил там вместе с женой после распятия на кресте. Мавзолей Иисуса Христа в окрестностях Сринагара доступен для посещения туристов. Он представляет собой мусульманский мазар, в котором находятся святая могила и след ноги Иисуса. Упоминания о могиле Иисуса Христа в Сринагаре относятся к средневековым суфийским общинам. В соответствии с суфийским традициям, святые могилы являются скорее местами почитания святых и местами суфийских ритуалов, чем фактическими захоронениями.

## Происхождение названия
Название Сринагар происходит от двух санскритских слов — śrī (одно из имён богини Лакшми) и nagar, что означает «город».

## История

### Древний Сринагар
Сринагар основан не позднее III века до н. э. и был известен под разными названиями. Предполагается, что город был основан царём Праварасеной II около 2000 лет назад под названием Парвасенпур. Город являлся частью империи Мауриев. При Ашоке в Кашмирскую долину пришёл буддизм. Районы, прилегающие к городу стали центром распространения буддизма. В 1-м веке регион перешёл под контроль Кушанской империи, контролировавшей территории современных Пакистана и Афганистана. Некоторые правители из этой династии поддерживали распространение буддийского учения. Предположительно Викрамадитья (из Удджайна) и его наследники управляли регионом вплоть до его завоевания эфталитами в 6 веке.
Приблизительно в 960 году Сринагар стал столицей Кашмира.

### Сринагар с период с XIV по XIX век

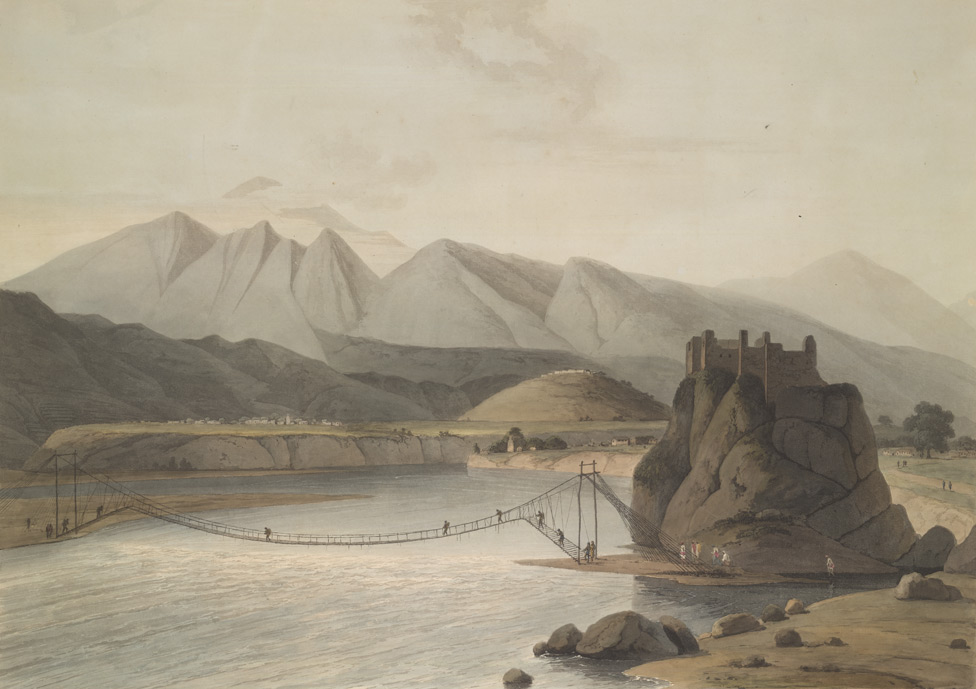
Подвесной мост в Сринагаре. Томас и Уильям Дэниэл, 1805 год

Под управлением независимых индуистских и буддийских правителей Сринагар находился вплоть до XIV века, когда Кашмирская долина перешла под контроль мусульманских правителей, включая великих моголов. Сринагар оставался столицей в течение правления Юсуф Шах Чака, независимого правителя Кашмира, который был обманут, но не побеждён Акбаром. Юсуф Шах Чак похоронен в Бихаре. При Акбаре Сринагар и Кашмирская долина перешли под управление великих моголов.
В результате ослабления империи Великих Моголов после смерти Аурангзеба в 1707 году, усилилось проникновение в долину представителей пуштунских племён, на несколько десятилетий город попал под контроль Дурранийской империи. Махараджа Пенджаба Ранджит Сингх, присоединил большую часть Кашмирской долины, включая Сринагар, к Пенджабу в 1814 году. Город оказался под влиянием сикхов. По заключённому в 1846 году между сикхами и британской колониальной администрацией Лахорскому договору де-факто был признан британский «сюзеренитет» над долиной, а махараджа Гулаб Сингх признан независимым и суверенным правителем региона. Сринагар стал частью его княжества, которое сохранило свой особый статус в составе Британской Индии вплоть до 1947 года.

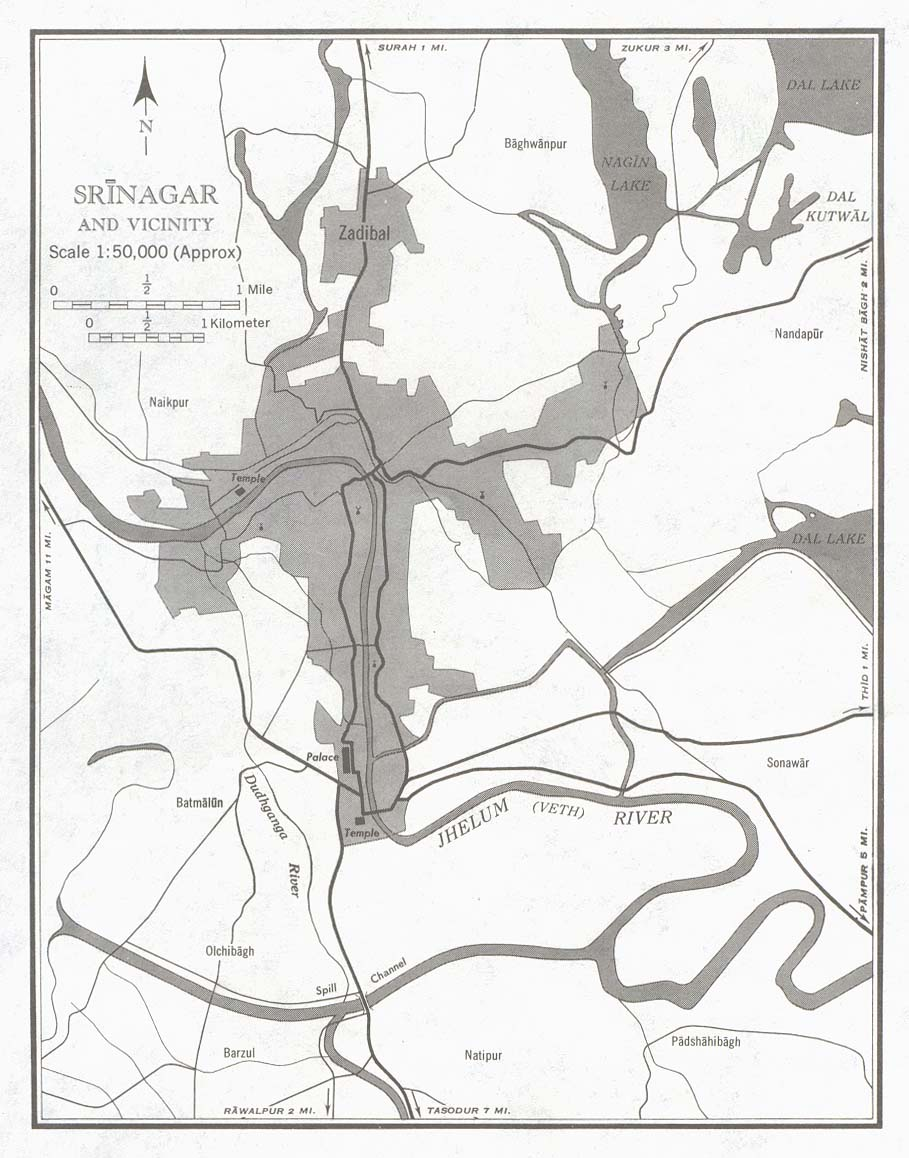
Сринагар и его окрестности в 1959 году

### Современный период
После обретения Индией и Пакистаном независимости, 17 августа 1947 года жители города Пунч подняли восстание против продолжавшегося правления махараджи. Воспользовавшись восстанием в Пунче некоторые пуштунские племена, такие как махсуды и африди из приграничного района Пакистана Хайбер-Пахтунхва и их союзники, вошли в Кашмирскую долину 22 октября 1947 года. 26 октября 1947 года махраджа Кашмира, который отказывался сделать выбор в пользу Индии или Пакистана в надежде на сохранение собственного независимого государства, заявил о присоединении Джамму и Кашмира к Индии в обмен на предоставление убежища. Заявление было принято Индией на следующий день. Правительство Индии немедленно ввело войска в регион и предотвратило захват пуштунскими племенами города.
В 1989-1990 годах кашмирские пандиты под угрозой насилия со стороны террористов, обученных в Пакистане, вынуждены были покинуть Кашмир. Поскольку они составляли меньшинство населения, у них не было возможностей для сопротивления, протестовавшие против насилия пандиты были жестоко убиты. Около 350 000 кашмирских пандитов, составлявших 99 % индуистов, проживавших в Кашмирской долине в окружении мусульманского большинства, оставили свои дома. До настоящего времени большинство из них вынуждены проживать в изгнании, в городе Джамму.
В 1989 году Сринагар стал центром Кашмирского восстания и по настоящее время остаётся очагом сепаратизма. 19 января 1990 года в ходе Гавакадальского инцидента погибло, как минимум, 50 безоружных протестующих и до 280 по свидетельствам очевидцев. Инцидент стал причиной введения комендантского часа, террористических атак и перестрелок, которые продолжались вплоть до середины 1990-х. В результате, по всему городу действуют бункеры и контрольно-пропускные пункты, хотя их число и сократилось в последние годы. Тем не менее, в городе продолжают повторяться протесты, например, 22 августа 2008 года в протесте приняли участие тысячи жителей города.
В 2009 году после демонстрации мусульман, требующих вывода индийских войск и полиции, произошли массовые беспорядки, в которых пострадали как минимум 30 человек.

## Физико-географическая характеристика

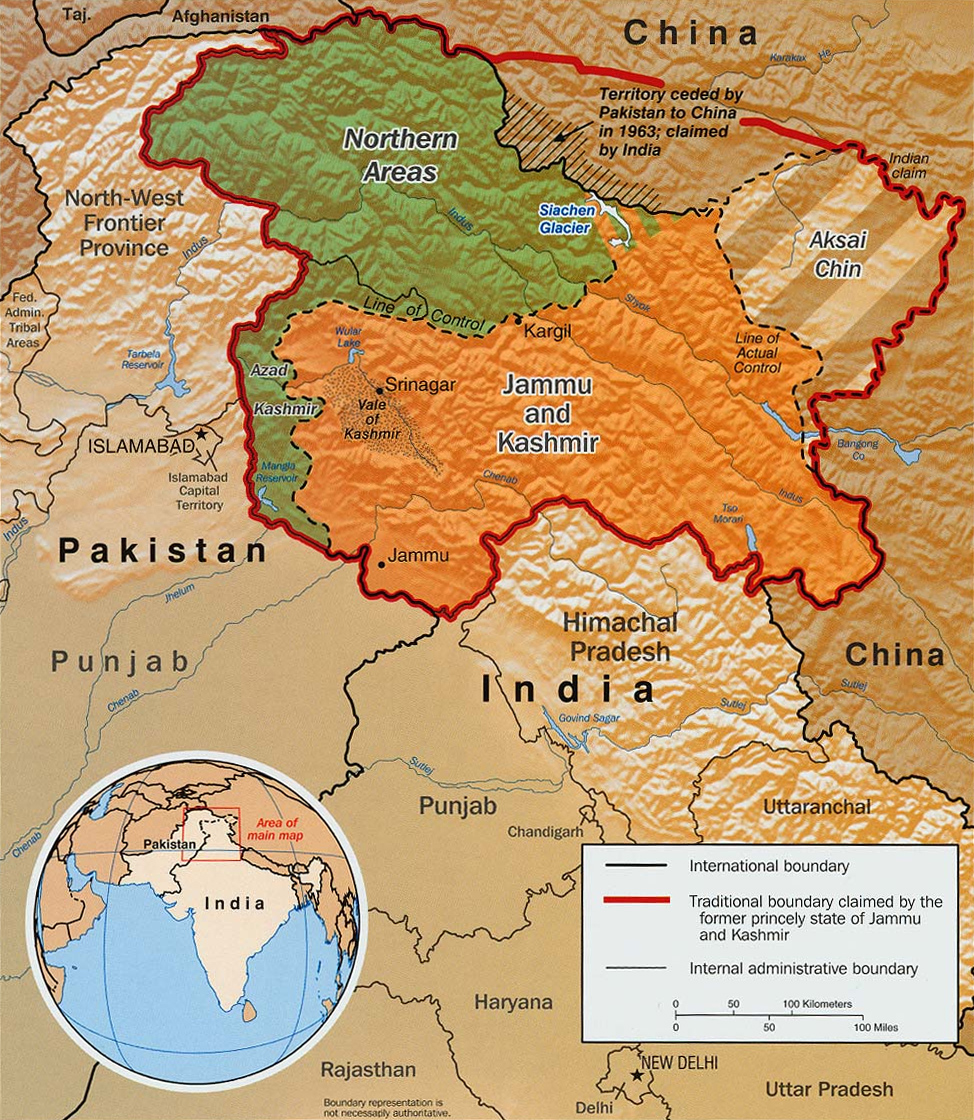
Карта Кашмира с указанием спорных территорий

Город расположен по обоим берегам реки Джелам, которую в Кашмире называют Вият. Река извивается по долине, образуя меандры и углубляясь — озеро Дал. Город известен своими 9-ю мостами, перекинутыми через реку.
Водно-болотные угодья Хокерсар, расположенные примерно в 14 км к северу от Сринагара, привлекают тысячи птиц из Сибири и других регионов. Птицы из Сибири и Центральной Азии используют Кашмир в качестве перевалочной базы при следовании к местам зимовки и обратно. Водно-болотные угодья Хокерсар имеют важное значение в сохранении популяции птиц.
Климат
Климат города согласно классификации климатов Кёппена (Cfa) влажный субтропический. Здесь значительно холоднее, чем в большинстве других городов Индии как за счёт северного местоположения, так и высоты над уровнем моря. Долина, в которой расположен город, окружена Гималаями. Зимы холодные: средняя дневная температура января — 2,5 °C, ночные температуры опускаются ниже нуля. Снегопады могут блокировать Сринагар от остальной Индии на несколько дней. Летом жарко: средняя дневная температура июля — 24,1 °C. Годовая норма осадков — 710 мм. Наибольшее количество осадков выпадает весной.
| Показатель                    | Янв.  | Фев. | Март  | Апр. | Май  | Июнь | Июль | Авг. | Сен. | Окт. | Нояб. | Дек.  | Год   |
| ----------------------------- | ----- | ---- | ----- | ---- | ---- | ---- | ---- | ---- | ---- | ---- | ----- | ----- | ----- |
| Абсолютный максимум, °C       | 17,2  | 20,6 | 27,3  | 31,1 | 36,4 | 37,8 | 38,3 | 36,7 | 35,0 | 33,9 | 24,5  | 18,3  | 38,3  |
| Средний суточный максимум, °C | 5,0   | 7,6  | 13,5  | 19,3 | 24,2 | 28,9 | 30,3 | 29,7 | 27,6 | 22,1 | 15,4  | 8,5   | 19,7  |
| Средний суточный минимум, °C  | −2,3  | −0,8 | 3,4   | 7,4  | 10,9 | 14,5 | 18,2 | 17,7 | 12,5 | 5,6  | 0,3   | −2    | 7,3   |
| Абсолютный минимум, °C        | −14,4 | −20  | −6,9  | 0,0  | 1,0  | 7,2  | 10,3 | 9,5  | 4,4  | −1,7 | −7,8  | −12,8 | −20   |
| Норма осадков, мм             | 62,2  | 71,4 | 101,1 | 90,7 | 68,2 | 36,3 | 54,3 | 64,6 | 35,4 | 30,9 | 19,7  | 41,4  | 676,2 |
| Источник:                     |       |      |       |      |      |      |      |      |      |      |       |       |       |

## Население
| Религии в Сринагаре                                          | Религии в Сринагаре | Религии в Сринагаре | Религии в Сринагаре | Религии в Сринагаре |
|                                                              |                     |                     | Процент             |                     |
| ------------------------------------------------------------ | ------------------- | ------------------- | ------------------- | ------------------- |
| ислам                                                        |                     |                     | 95 %                |                     |
| индуизм                                                      |                     |                     | 4 %                 |                     |
| другие†                                                      |                     |                     | 1 %                 |                     |
| Распределение верующих †Включают сикхизм, буддизм и джайнизм |                     |                     |                     |                     |

Согласно данным переписи населения 2011 года население Сринагара составило 1 192 792 человек, городской агломерации — 1 273 312 человек. Уровень грамотности населения — 71 %, что ниже общенационального уровня в 74,04 % Мужчины составляют 53,0 %, женщины 47,0 %. Соотношение полов — 888 женщин к 1000 мужчин, что значительно ниже общенационального уровня в 940. Мусульмане составляют — 95 % населения, индуисты — 4 %. Сикхи, буддисты и джайны составляют менее 1 %.

## Туризм
Сринагар является привлекательным местом для посещения. Причин тому много: озеро Дал и другие озёра, плавающие дома-лодки, знаменитые сады Мугала, деревянные мечети в старом городе.
В 50 километрах выше находятся горная станция и горнолыжный курорт Гульмарг. Добраться туда можно на такси.

## Достопримечательности
- Сринагарская соборная мечеть
- Хазратбал
- Мавзолей Иисуса Христа в Сринагаре (мавзолей пророка Юз Асафа)